# Cobra da morte
Cobra-da-morte (Acanthophis antarcticus) é uma espécie de serpente da ordem Squamata sub-ordem Ofídia, família Elapidae. É semelhante à víbora, possui cabeça longa e triangular, corpo grosso e 80cm de comprimento. É encontrada na Austrália em locais secos, e é considerada uma das mais venenosas do mundo. É um animal vivíparo, tendo cada ninhada até 20 indivíduos. É muito venenosa, mas menos do que a mamba-negra, encontrada em África.